# 모노클 (잡지)
모노클 (Monocle) 은 글로벌 이슈 및 라이프스타일 잡지, 24시간 라디오 방송, 웹사이트, 소매업 및 미디어 브랜드로 윈코텐트(Winkontent Ltd)에 의해 제작된다. 캐나다의 기업가이자 파이낸셜타임즈의 컬럼니스트 및 월페이퍼 잡지 창간자인 타일러 버닝에 의해 창간되었다. CBC 뉴스의 리포터, 해리 포스텔이 "포린 폴리시와 배너티 페어의 만남"이라고 묘사한대로, 이 잡지는 국제 이슈, 비즈니스, 문화, 디자인, 패션에 관해 글로벌적인 관점에서 정보를 제공하는 것을 목표로 한다. 이 잡지의 편집은 앤드류 턱이 맡고 있다.
2007년 2월 15일, 이 잡지가 처음 발족되었고 2014년 9월 버닝은 일본의 출판사 닛케이에 소수 지분을 매각하였다. 닛케이의 투자 규모는 밝혀지지 않았지만 모노클의 가치는 약 1억 1500만 달려 규모로 추산된다. 2014년 12월, 모노클은 12/1월 호와 2월 호 간 사이를 매꿔주는 연간 간행물 '포케스트'를 발간하였고 이어 연간으로 여행에 대해 다루는 세계의 10개의 도시에 대해 심층적으로 보도하는 잡지 에스카피스트를 2015년 7월 발간하였다.